# كونسيساو فيريرا
كونسيساو فيريرا (بالبرتغالية: Conceição Ferreira) هي عدائة المسافات المتوسطة برتغالية، ولدت في 13 مارس 1962 في Aveleda (Braga) ‏ في البرتغال.

## وصلات خارجية
- كونسيساو فيريرا على موقع الاتحاد الدولي لألعاب القوى (الإنجليزية)
- كونسيساو فيريرا على موقع الاتحاد الأوروبي لألعاب القوى (الإنجليزية)
- كونسيساو فيريرا على موقع رابطة إحصائيات سباق الطريق (الإنجليزية)
- كونسيساو فيريرا على موقع أوليمبيديا (الإنجليزية)